# Iwan Kityk
Iwan Wasylowycz Kityk (ur. 22 listopada 1957 we Lwowie, zm. 12 grudnia 2019) – ukraiński fizyk, specjalista w dziedzinie optyki, optoelektroniki, fizyki ciała stałego oraz inżynierii materiałowej.

## Życiorys
W 1979 roku ukończył studia na Uniwersytecie Lwowskim, na którym potem pracował w latach 1985-94. W 1992 roku uzyskał stopień doktora nauk fizyczno-matematycznych. W latach 1993–94 pracował jako docent w katedrze fizyki doświadczalnej na Uniwersytecie Lwowskim. Od 1994 do 2008 roku zatrudniony był jako profesor w Instytucie Fizyki na Wydziale Matematyczno-Przyrodniczym Akademii im. Jana Długosza w Częstochowie. Od 2008 roku wykładał na Politechnice Śląskiej w Gliwicach, a w 2009 roku objął kierownictwo w katedrze optoelektroniki na Politechnice Częstochowskiej. Od 2012 roku wykładał także na Wschodnioeuropejskim Uniwersytecie Narodowym im. Łesi Ukrainki w Łucku.
22 czerwca 2004 roku nadano mu tytuł profesora nauk technicznych.